# Бурков, Владимир Николаевич
Влади́мир Никола́евич Бурко́в (17 ноября 1939, Вологда, СССР — 24 апреля 2025, Москва) — советский и российский учёный в области теории управления, теории игр, дискретной оптимизации. Лауреат Государственной Премии СССР, премии Совета Министров СССР, заслуженный деятель науки РФ, академик Российской академии естественных наук. Создатель теории активных систем, до 2019 года — заведующий лабораторией Активных систем Института проблем управления имени В. А. Трапезникова РАН.

## Биография
- В 1963 году окончил Московский физико-технический институт (МФТИ) и поступил на работу в ИАТ, Институт автоматики и телемеханики (с 1969 года — ИПУ РАН, Институт проблем управления имени В. А. Трапезникова РАН)[3]
- В 1966 году защитил кандидатскую диссертацию,
- В 1975 году стал доктором технических наук,
- В 1981 году получил звание профессора по кафедре «Проблемы управления» МФТИ[4].
- С 1974 по 2019 год — заведующий лабораторией 57 «Активных систем» ИПУ РАН[5].

## Семья
Был женат на Елене Ивановне Бурковой. 

Дочь Ирина Владимировна Буркова, доктор технических наук, специалист по теории управления.

## Достижения

### Дискретная оптимизация и управление проектами
Ранние научные работы В. Н. Буркова посвящены прикладным задачам дискретной оптимизации, в том числе, бурно развивавшейся в 1960-е годы теории календарно-сетевого планирования, задачам управления ресурсами в приложении к организационным и техническим системам, потоковым задачам на графах. В. Н. Бурковым был предложен метод агрегирования сетевых графиков, получена нижняя оценка времени завершения проекта в условиях ресурсных ограничений (в 1998 году переоткрыта A. Mingozzi и др.). Результаты исследований были подытожены в книгах «Сетевые модели и задачи управления» и «Прикладные задачи теории графов».

### Теория активных систем
C конца 1960-х годов темой исследований В. Н. Буркова стала специфика человека как субъекта и объекта управления. В 1969 году он предложил принцип открытого управления, или принцип «честной игры», согласно которому в оптимальном механизме управления планы, назначаемые подсистемам, должны быть согласованы с их критерием эффективности. При таком механизме подсистемы заинтересованы честно сообщать свои критерии эффективности. Параллельно Леонидом Гурвичем была сформулирована идея совместимости по стимулам (incentive compatibility), позже развитая Алланом Гиббардом, Роджером Майерсоном и другими. Закон, получивший название «принцип откровенности» (revelation principle) стал основой теории механизмов (mechanism design) и теории контрактов (contract theory); за его исследование Л. Гурвич, Э. Маскин и Р. Майерсон в 2007 году получили Нобелевскую премию по экономике.
Принцип открытого управления стал основой новой теории, систематически исследующей механизмы управления в человеко-машинных системах. Вышедшие в 1970-е годы работы определили основные направления развития теории активных систем.

### Организационная и просветительская работа
В 1973 году В. Н. Бурков возглавил сектор деловых игр ИПУ РАН, который через год (в 1974 г.) был преобразован в Лабораторию 57 «Теории и методов деловых игр», позже переименованную в Лабораторию «Активных систем». В. Н. Бурков — научный руководитель десятков докторских и кандидатских диссертаций; он традиционно входил в состав организационных комитетов Международной научно-практической конференции «Теория активных систем». Основанный на теории активных систем курс «Теория управления организационно-экономическими системами» на протяжении многих лет читается студентам Факультета радиотехники и кибернетики МФТИ.

### Прикладные проекты
Под руководством В. Н. Буркова было разработано, исследовано и внедрено большое число механизмов организационного управления: механизмы согласованного планирования, системы «советчик оператора», система оценки деятельности и стимулирования, механизмы распределения ресурсов, противозатратные механизмы ценообразования и налогообложения, механизмы обмена.

## Список произведений
- Бурков В. Н., Ланда Б. Д., Ловецкий С. Е., Тейман А. И. Сетевые модели и задачи управления. М.: Советское радио. 1967.
- Бурков В. Н., Горгидзе И. А., Ловецкий С. Е. Прикладные задачи теории графов. Тбилиси: ВЦ АН ГССР, 1974 г., 232 с.
- Бурков В. Н., Горгидзе И. А., Ловецкий С. Е. Прикладные задачи теории графов. Тбилиси: Мецниереба, 1974. — 234 с.
- Бурков B.H., Емельянов С. В., Ивановский А. Г., Немцева А. Н. Метод деловых игр. М.: МЦНТК. 1976.
- Бурков В. Н. Основы математической теории активных систем. М.: Наука, 1977. — 255 с.
- Бурков В. Н., Кондратьев В. В. Механизмы функционирования организационных систем. М.: Наука, 1981. — 384 с.
- Андреев С. П., Бурков В. Н., Черкашин А. М., Кондратьев В. В. Механизмы функционирования организационных систем, синтез процедур оценки деятельности и стимулирования. М.: ИПУ РАН. 1984. — 51 с.
- Бурков B.H., Щепкин А. В. Имитационное моделирование и деловые игры / Предметные и тематические комплексы активных методов обучения (методические разработки). Ленинград, 1984.
- Бурков В. Н., Кондратьев В. В., Цыганов В. В., Черкашин А. М. Теория активных систем и совершенствование хозяйственного механизма. М.: Наука, 1984. — 272 с.
- Ашимов А. А., Бурков В. Н., Джапаров Б. А., Кондратьев В. В. Согласованное управление активными производственными системами. М.: Наука, 1986.
- Авдеев В. П., Бурков В. Н., Еналеев A.K., Киселёва Т. В. Многоканальные организационные механизмы. М.: ИПУ РАН. 1986.
- Бурков В. Н. Человек. Математика. Управление. М.: Просвещение, 1989.
- Бурков В. Н., Данев Б., Еналеев А. К. и др. Большие системы: моделирование организационных механизмов. — М.: Наука, 1989. — 246 с.
- Бурков В. Н., Ириков В. А. Модели и методы управления организационными системами. М.: Наука, 1994. — 270 с.
- Бурков В. Н., Новиков Д. А. Как управлять проектами. М.: Синтег, 1997. — 190 с.
- Бурков В. Н., Новиков Д. А. Модели и механизмы теории активных систем в управлении качеством подготовки специалистов. — М.: Исследовательский центр проблем качества подготовки специалистов, 1998. — 157 с.
- Баркалов С. А., Бурков В. Н., Гилязов Н. М. Методы агрегирования в управлении проектами. М.: ИПУ РАН, 1999. — 55 с.
- Бурков В. Н., Новиков Д. А. Теория активных систем: состояние и перспективы. М.: Синтег, 1999.
- Андронникова Н. Г., Баркалов С. А., Бурков В. Н., Котенко А. М. Модели и методы оптимизации региональных программ развития. М.: ИПУ РАН, 2001. — 60 с.
- Бурков В. Н., Грацианский Е. В., Дзюбко С. И., Щепкин А. В. Модели и методы управления безопасностью. М.: Синтег, 2001.
- Бурков В. Н., Заложнев А. Ю., Кулик О. С., Новиков Д. А. Механизмы страхования в социально-экономических системах. М.: ИПУ РАН, 2001. — 109 с.
- Бурков В. Н., Заложнев А. Ю., Новиков Д. А. Теория графов в управлении организационными системами. М.: Синтег, 2001. — 124 с.
- Бурков В. Н., Заложнев А. Ю., Леонтьев С. В., Новиков Д. А. Механизмы финансирования программ регионального развития. М.: ИПУ РАН. 2002
- Механизмы согласования корпоративных интересов / Бурков В. Н., Дорохин В. В., Балашов В. Г. М.: ИПУ РАН, 2003. — 73 с.
- Бурков В. Н., Джавахадзе Г. С., Динова Н. И., Щепкин Д. А. Применение игрового имитационного моделирования для оценки эффективности экономических механизмов. М.: ИПУ РАН, 2003. — 51 с.
- Бурков В. Н., Агеев И. А., Баранчикова Е. А., Крюков С. В., Семёнов П. И. Механизмы корпоративного управления. М.: ИПУ РАН, 2004. — 109 с.
- Бурков В. Н. Новиков Д. А., Щепкин А. В. Механизмы управления эколого-экономическими системами / Под ред. академика С. Н. Васильева. — М.: Издательство физико-математической литературы, 2008. — 244 с.
- Бурков. В. Н., Коргин Н. А., Новиков Д. А. Введение в теорию управления организационными системами: Учебник / Под ред. Д. А. Новикова. — М.: Книжный дом «ЛИБРОКОМ», 2009. — 264 с.
- Бурков В. Н., Буркова И. В. и др. Механизмы управления: Мультифункциональное учебное пособие // Под ред. Д. А. Новикова. — М.: УРСС, 2011.
- и другие, см. Труды В. Н. Буркова в электронной библиотеке ИПУ РАН.

На иностранных языках
- Burkov V.N., Lerner A. Ya. Fairplay in control of active systems / Differential games and related topics. Amsterdam, London: North-Holland Publishing Company, 1971. P. 164—168.
- V.N. Burkov, M.V. Goubko, N.A. Korgin, D.A. Novikov. Mechanisms of Organizational Behavior Control: A Survey // Advances in Systems Science and Application. 2013. Vol. 13. № 1. P. 1—20.
- Burkov V., Goubko M., Kondrat’ev V., Korgin N., Novikov D. Mechanism Design and Management: Mathematical Methods for Smart Organizations (for managers, academics and students). — New York: Nova Publishers, 2013.
- V.N. Burkov, B. Danev, A.K. Enaleev, T.B. Naneva, L.D. Podval’nyi, B.S. Yusupov. Competition mechanisms for allocation of scare resources // Automation and remote control, 1988. #11. P. 1505—1513.
- V.N. Burkov, A.K. Enaleev, V.V. Kondrat’ev, A.V. Tsvetkov. Elements of the theory of optimal synthesis of functioning mechanisms of two-level active systems. I. Necessary and sufficient optimality conditions for regular functioning mechanisms with complete information at the center // Automation and remote control, 1983, 10. P. 1356—1360.
- V.N. Burkov, A.K. Enaleev, V.V. Kondrat’ev, A.V. Tsvetkov. Elements of the optimal synthesis theory for functioning mechanisms of two-level active systems. II. Synthesis of optimal correct functioning mechanisms under complete information at the headquarters. // Automation and remote control, 1984, 11. P. 1456—1463.
- V.N. Burkov, A.K. Enaleev, V.V. Kondrat’ev, A.V. Tsvetkov. Elements of optimal synthesis theory for functioning mechanisms of two-level active systems. III. Some problems of optimal coordinated planning under incomplete information at the headquarters // Automation and remote control, 1984, 12. P. 1616—1621.
- Burkov V. N., Goubko M., Korgin N., Novikov D. Introduction to Theory of Control in Organizations. — Boca Raton: CRC Press. 2015.
- Burkov V., Novikov D., Shchepkin A. Control Mechanisms for Ecological-Economic Systems. Berlin: Springer, 2015. — 174 p.